# Siamesisch-Kambodschanischer Krieg 1593–1594
Der Siamesisch-Kambodschanische Krieg 1593–1594 war eine militärische Auseinandersetzung zwischen dem Königreich Ayutthaya und Kambodscha.

## Vorgeschichte
Nachdem sich Ayutthaya 1584 vom birmanischen Reich der Taungu-Dynastie losgesagt hatte – Prinz Naresuan hatte das Wasser der Loyalität verschüttet –, vertrieb er die Truppen des birmanischen Königs aus Siam und drang nach Norden bis auf Chiang Mai vor. Hierbei unterstützte ihn der kambodschanische König Sattha, der seinen Bruder mit einer Streitmacht entsandte. Dabei kam es zu einer Auseinandersetzung, die den König von Kambodscha veranlasste, nicht nur seine Soldaten zurückzuziehen, sondern auch nach Siam einzudringen. Er wurde zurückgeschlagen, doch konnte Naresuan wegen Versorgungsproblemen Kambodscha nicht erobern. Er schwor Rache.

## Verlauf
König Naresuan (reg. 1590 bis 1605) führte im Mai 1593 etwa 100.000 Mann nach Kambodscha, die zunächst Battambang und Pouthisat (Poursat) einnehmen konnten und sich dann nach der Hauptstadt Lovek wandten. Nachrückende Verstärkungen eroberten gleichzeitig die Städte Siem Reap, Champasak (im heutigen Laos) und andere Ortschaften in Nord-Kambodscha. Sie stießen anschließend zu den Truppen, die vor Lovek standen.
König Sattha wandte sich an die Spanier um Hilfe, die auf den Philippinen ihr Kolonialreich errichtet hatten. Unterdessen ließ er Ausfälle gegen die Einschließungstruppen durchführen, doch fiel Lovek im Juli 1594 an die Siamesen. Sattha trat daraufhin die Flucht an und fand in Luang Phrabang Unterschlupf, wo er zwei Jahre später als gebrochener Mann starb.
Prinz Srisuphanma († 1618) wurde von den Siamesen schon kurz nach deren Eindringen in Kambodscha gefangen genommen. Sie setzten einen Militärkommandeur ein, der das Land wie eine siamesische Provinz verwaltete.

## Folgen
1596 erreichte schließlich eine spanische Expedition Kambodscha, die dem abgesetzten König zu Hilfe kommen sollte. Als sie einen Usurpator vorfanden, zerstörten sie das chinesische Viertel von Phnom Penh und griffen schließlich den Palast an. 1597 spürten sie einen der Söhne des mittlerweile verstorbenen Königs Sattha auf und setzten ihn auf den Thron von Kambodscha als Reachea II. († 1599).